# Parc provincial Kettle Lakes
Le parc provincial Kettle Lakes (anglais : Kettle Lakes Provincial Park) est un parc provincial de l'Ontario (Canada) situé à 30 km à l'est de Timmins. Il est administré par Parcs Ontario et est catégorisé comme parc de loisirs.
Le paysage du parc est un vestige du retrait de l'inlandsis laurentidien il y a environ 12000 ans.  Après le retrait du glacier, des blocs de glace résiduelle ont fondu pour former des kettles. Vingt des 22 lacs du parc sont des kettles. On retrouve aussi dans le parc des eskers et des blocs erratiques.
La forêt environnante est composée principalement de pin gris accompagné de sapin baumier, de pin rouge, de pin blanc et d'épinette noire. On y retrouve aussi quelques feuillus comme de Peuplier faux-tremble et bouleau à papier.

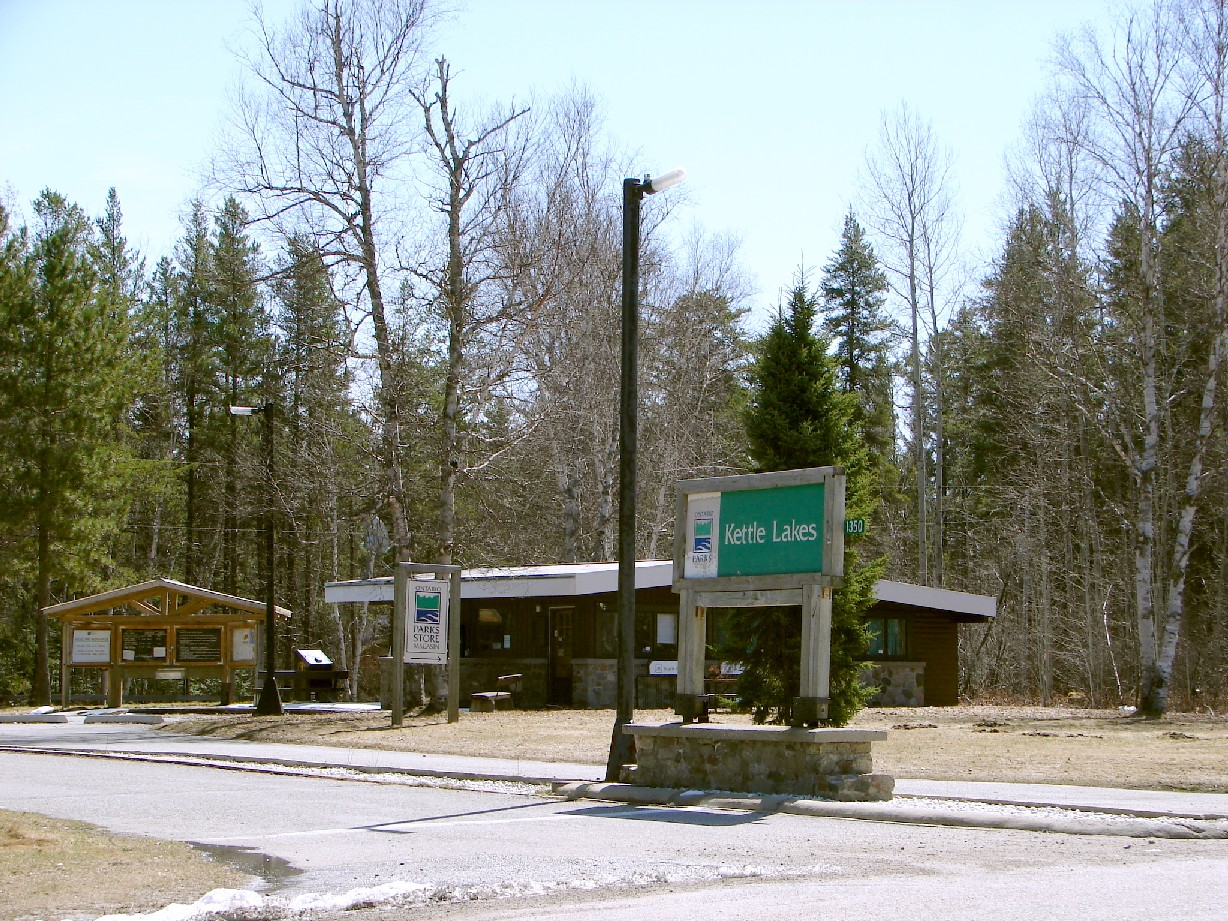
Accueil de Kettle Lakes.

Le parc comprend deux terrains de camping ayant un total de 139 sites. Il est une destination populaire pour le canoë-kayak, la natation, la randonnée pédestre et la pêche.